# Mini Moke
O Mini Moke é utilitário esportivo compacto baseado no Mini.

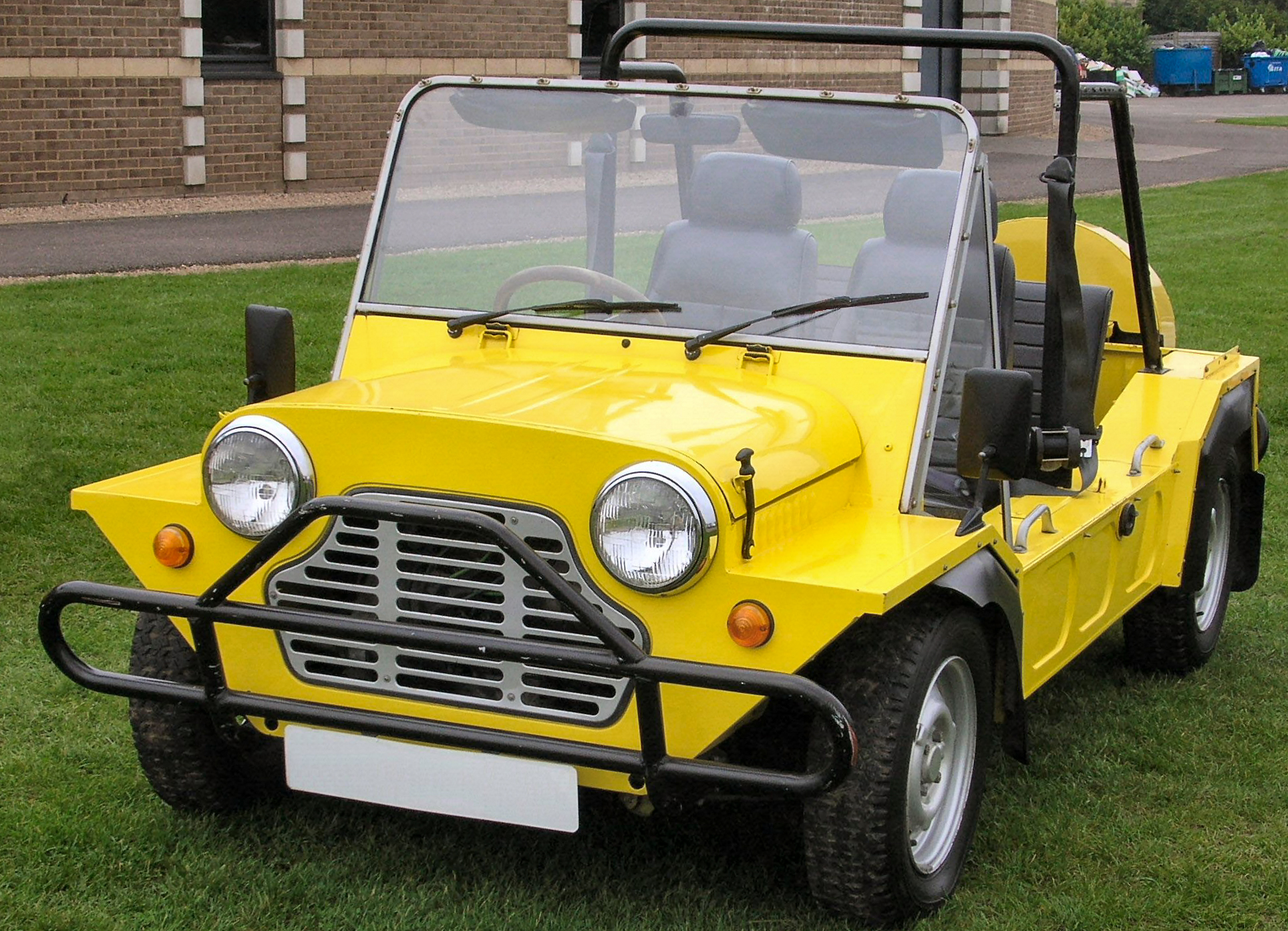
Mini Moke português de 1984.